# Ubon Ratchathani
Ubon Ratchathani, (thai:  อุบลราชธานี) är en provins (changwat) i nordöstra Thailand. Provinsen hade år 2000 1 691 441 invånare på en areal av 15 744,8 km². Provinshuvudstaden är Ubon Ratchathani.

## Administrativ indelning
Provinsen är indelad i 25 distrikt (amphoe). Distrikten är i sin tur indelade i 219 subdistrikt (tambon) och 2469 byar (muban). 